# جوناثان جلاتزر
جوناثان جلاتزر (بالإنجليزية: Jonathan Glatzer)‏ هو كاتب سيناريو ومخرج أمريكي، ولد في 21 أكتوبر 1969 في نيوجيرسي في الولايات المتحدة.

## وصلات خارجية
- جوناثان جلاتزر على موقع IMDb (الإنجليزية)
- جوناثان جلاتزر على موقع ألو سيني (الفرنسية)
- جوناثان جلاتزر على موقع أول موفي (الإنجليزية)
- جوناثان جلاتزر على موقع قاعدة بيانات الفيلم (الإنجليزية)
- جوناثان جلاتزر على موقع كينوبويسك (الروسية)